# Killzone 2
Killzone 2 é um jogo eletrônico de tiro em primeira pessoa, desenvolvido pela Guerrilla Games exclusivamente para o PlayStation 3. É o terceiro título da franquia que começou no PlayStation 2 com Killzone e continuou no PlayStation Portable com Killzone: Liberation.
Killzone 2 foi anunciado na E3 de 2005 com um vídeo feito em computação gráfica. Na E3 de 2007 um novo vídeo foi mostrado com dessa vez gráficos gerados pelo PlayStation 3 em tempo real.

## Enredo
Dois anos após a invasão dos helghast em Vekta, a I.S.A. se prepara para invadir a casa dos inimigos. O objetivo é simples: capturar o líder helghast, Scolar Visari, e terminar finalmente a guerra. Assumindo o papel de Sevchenko, um veterano das Forças Especiais, os jogadores deverão conduzir o pequeno grupo ao aviário. Para Sev, a invasão helghast é apenas o primeiro passo de uma série de massacres à raça humana. Incumbidos de invadir Pyrrhus, a cidade capital, a equipe logo descobre que os helghast são ainda mais letais em seu planeta natal. Não só pela adaptação às condições atmosféricas (tóxicas aos humanos), como também todas suas habilidades naturais que se fortalecem em Helghan. Sev descobre que seu pior inimigo é o próprio planeta.

### Personagens
- Tomas "Sev" Sevchenko: O sargento das Forças Especiais da I.S.A. é um homem sério e dedicado.
- Dante Garza: O soldado é membro da equipe de Sev. Conhecido por seu inabalável otimismo, têm lutado ao lado de Sev desde antes de ambos serem admitidos pela I.S.A.
- Rico Velasquez: O sargento é do tipo que atira primeiro e faz perguntas depois. Ele não é de falar muito, mas apesar desta atitude tem um bom coração.
- Shawn Natko: Soldado perito em demolições. Possui experiência e a mesma forma de pensar do Sargento Rico.
- Jan Templar: O coronel é o comandante da aeronave New Sun (Novo Sol). Foi protagonista de Killzone e Killzone: Liberation, ele lidera a invasão ao planeta Helghan pelos céus, sem necessariamente descer à campo.
- Scolar Visari: Está à beira de ser coroado imperador quando ocorre a invasão da I.S.A., no entanto, os helghast já fazem referência a ele como imperador.
- Mael Radec: O coronel é comandante da Guarda Imperial Helghast, defendendo Scolar Visari até a morte se necesário. É adépto à matanças e prefere agir em vez de planejar. Determinado e implacável, é conhecido como "Hound de Visari".

## Jogabilidade

### Multiplayer
Zona de Guerra, o jogador escolhe um personagem de determinada classe, à que melhor atender ao estilo do jogador. Existem no total 7 emblemas, nos quais o jogador pode combinar duas classes. Jogar como I.S.A. ou Helghast não possui nenhuma diferença na jogabilidade, fica a expectativa sobre o que será atribuído a uma equipe como modelos de personagens diferentes, e os pontos de recolocação e localização de missões no mapa. Cada grupo ganha pontos de experiência após completar uma missão, desbloqueando armas, habilidades e emblemas, que inicialmente estarão bloqueadas. Cada emblema tem duas classes, o principal emblema seleciona a categoria e sua habilidade específica; o secundário possui um crachá extra na categoria e habilidade selecionadas, mas que podem ser trocados para criar ou personalizar seu próprio emblema. Dentro dos emblemas temos o Soldado Sem Emblema, classe básica, que vem com armas de emblemas misturadas, o que você começa a jogar, o Médico, primeiro a ser desbloqueado, pode reviver aliados e como habilidade secundária, pode cura-los (joga um saco de vida na frente dele(a), completando sua vida), o Engenheiro, pode colocar um a quatro robôs sentinela, e reparar ou aceder a objetos como robôs (da base ou colocados no mapa), metralhadoras montadas no chão e depósitos de munições, Tático, colocar granadas de recolocação (respawns, no máximo duas) para quando aliados morrerem, serem recolocados no lugar dessa granada, e chamar robôs aéreos para reforço na região, Assalto, com vida adicional (uma barra de vida e meia) para abater muitos inimigos com lança-granadas e lança-mísseis sem ficar mortalmente ferido mais rápido, e a habilidade de velocidade adicional, que também recupera vida mais rápido, Sabotador, se disfarça de um inimigo, ganhando nome e forma do mesmo (porém só assume as formas de um soldado sem emblema, e ao acertar ou levar um tiro inimigo/amigo, sua identidade é revelada) e pode plantar três C4 no chão(que só serão ativadas pelo inimigo), e Batedor, que pode ficar quase invisível quando fica parado(só de perto é notável), pode detectar e marcar inimigos, e enviar suas posições para aliados. Cada emblema possui armas especificas, designadas para corresponder ao(s) emblema(s) em uso, como por exemplo a espingarda de atirador para o Batedor, porem elas podem ser trocadas caso pegue a arma de um jogador morto no chão(caso seja a mesma em uso, a munição é adicionada caso a arma não esteja completa). A Zona de Guerra tem um sistema bem dinâmico, onde vários tipos de objetivos são apresentados em uma única rodada. O jogo vem com cinco diferentes tipos de missões (você pode jogar 7 missões, contando que duas das missões são especificas para cada time, por exemplo, em uma das missões você tem que defender um alvo de assassinato do seu time, ou tem que matar o alvo de assassinato do time inimigo), incluindo Assassinato, Procurar e Capturar, Procurar e Destruir, Contagem de Corpos e Capturar e Manter. O modo online pode conectar de 2 a 32 jogadores simultaneamente, eles podem se dividir em secções de até quatro jogadores cada. É possível completar o número de jogadores com "bots", porém não valerá pontos no ranking. Killzone 2 oferece também um sistema de clãs, que permite clãs de até 64 jogadores para concorrer a "Pontos de Valor", uma moeda exclusiva do jogo que os clãs podem apostar em torneios. Os jogadores também podem jogar off-line contra inteligência artificial. Oito mapas estão incluídos logo no lançamento. A Guerrilla Games disponibilizou 6 mapas novos através de download pela PlayStation Store, em packs DLC, com dois mapas em cada um dos três lançados.

## Recepção
Killzone 2 foi muito bem recebido pelas críticas. O site da GameSpot o atribuiu uma nota 9.0/10, dizendo que Killzone 2 possui gráficos impressionantes, campanha intensa e modo online extraordinário. O site da IGN o atribuiu uma nota 9.4/10, dizendo que Killzone 2 está fenomenal para um jogo de tiro de console, onde o ponto mais forte é o modo online e que a empresa Guerrilla Games fez um dos melhores jogos de tiro para a nova geração.